# Cantó de Carvin
El cantó de Carvin és un cantó francès del departament del Pas de Calais, situat al districte de Lens. Té 2 municipis i el cap és Carvin.

## Municipis
- Carvin
- Libercourt

## Història
| Data d'elecció                           | Identitat           | Partit           | Qualitat |
| ---------------------------------------- | ------------------- | ---------------- | -------- |
| 1945-1949                                | Gustave Lecointe    | PCF              |          |
| 1949-1955                                | Camille Delabre     | SFIO             |          |
| 1955-1961                                | Fernand Darchicourt | SFIO             |          |
| 1961-1973                                | Camille Delabre     | SFIO, després PS |          |
| 1973-1979                                | Joseph Legrand      | PCF              |          |
| 1979-2004                                | Odette Dauchet      | PCF              |          |
| 2004-                                    | Daniel Maciejasz    | PS               |          |
| les dades anteriors no són pas conegudes |                     |                  |          |
|                                          |                     |                  |          |

## Demografia
| A partir de 1990: Població sense dobles comptes |